# VI kadencja austriackiej Rady Państwa

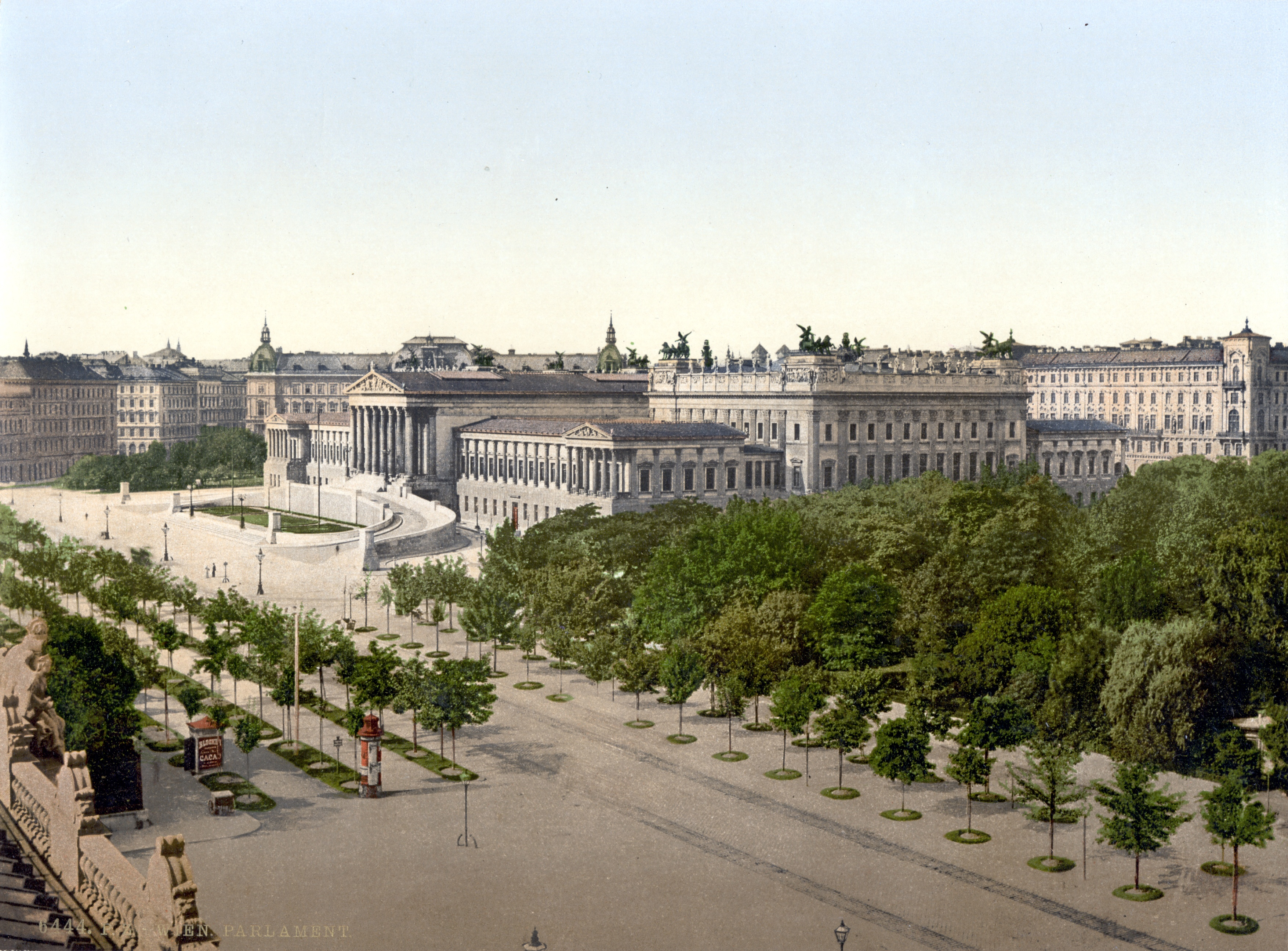

VI kadencja austriackiej Rady Państwa – szósta kadencja austriackiego parlamentu, Rady Państwa, odbywająca się w latach 1879–1885 w Wiedniu.
Odbyła się tylko jedna sesja parlamentu:
- IX sesja (7 października 1879 - 23 kwietnia 1885)

W 1882 wskutek społecznych żądań poszerzenia prawa wyborczego, premier Edward von Taaffe mimo oporu konserwatystów doprowadził do obniżenia progu podatkowego, pozwalającego na zakwalifikowanie się do dwóch niższych kurii wyborczych.